# Mahoba flavimaculata
Mahoba flavimaculata är en fjärilsart som beskrevs av George Francis Hampson 1893. Mahoba flavimaculata ingår i släktet Mahoba och familjen tofsspinnare. Inga underarter finns listade i Catalogue of Life.